# Erik Rosén (skådespelare)
Erik Wilhelm Rosén, född 13 juli 1883 i Göteborg, död 3 januari 1967 i Oscars församling, Stockholm, var en svensk skådespelare och textförfattare.

## Biografi
Rosén scendebuterade 1904. Han filmdebuterade 1925 i John W. Brunius Karl XII och kom att medverka i drygt 50 filmproduktioner. Han spelade också Furst Metternich i operetten Djävulsryttaren av Emmerich Kálmán som sändes i Sveriges Radio första gången 1944, men repriserades på juldagen 1980.
Han var gift med skådespelaren Sofie Ricardo (1881–1942) och far till skådespelarna Aina och Ella Rosén. Makarna Rosén är gravsatta i Gustav Vasa kyrkas kolumbarium i Stockholm.

## Filmografi i urval
- 1925 – Karl XII
- 1933 – Djurgårdsnätter
- 1935 – Äktenskapsleken
- 1935 – Järnets män
- 1935 – Bränningar
- 1936 – Janssons frestelse
- 1937 – Konflikt
- 1937 – John Ericsson - segraren vid Hampton Roads
- 1938 – Dollar
- 1939 – Skanör-Falsterbo
- 1939 – Sjöcharmörer
- 1940 – Åh, en så'n advokat
- 1940 – Karusellen går
- 1941 – Nygifta
- 1941 – Soliga Solberg
- 1941 – Det sägs på stan
- 1941 – Tänk, om jag gifter mig med prästen
- 1942 – Sexlingar
- 1942 – Jacobs stege
- 1942 – En trallande jänta
- 1942 – En äventyrare
- 1943 – Kvinnor i fångenskap
- 1943 – Aktören
- 1943 – Det brinner en eld
- 1943 – Ungt blod
- 1944 – Vår Herre luggar Johansson
- 1944 – Appassionata
- 1944 – Den osynliga muren
- 1944 – Fia Jansson från Söder
- 1944 – Kärlek och allsång
- 1944 – När seklet var ungt
- 1945 – Fram för lilla Märta
- 1945 – Svarta rosor
- 1945 – Vandring med månen
- 1946 – Johansson och Vestman
- 1946 – Det regnar på vår kärlek
- 1946 – Ballongen
- 1947 – Den långa vägen
- 1947 – Här kommer vi
- 1947 – Tappa inte sugen
- 1947 – Dynamit
- 1948 – Intill helvetets portar
- 1949 – Greven från gränden
- 1951 – Livat på luckan
- 1952 – Mot framtiden
- 1953 – Vi tre debutera
- 1953 – Dumbom
- 1953 – Dansa min docka

## Teater

### Roller (ej komplett)
| År   | Roll                                        | Produktion                                                                   | Regi                         | Teater                           |
| ---- | ------------------------------------------- | ---------------------------------------------------------------------------- | ---------------------------- | -------------------------------- |
| 1911 |                                             | Den starkaste Clyde Fitch                                                    | Hugo Rönnblad                | Hugo Rönnblads sällskap          |
| 1918 | Noel Corkoran                               | Fröken X, Box 1742 Cyril Harcourt                                            | Albert Ståhl                 | Djurgårdsteatern                 |
| 1919 | Benvolio                                    | Romeo och Julia (The Tragedy of Romeo and Juliet) William Shakespeare        | Gunnar Klintberg             | Svenska teatern, Stockholm       |
| 1921 | Läkaren                                     | Femina C. P. von Rossem och J. F. Soesman                                    |                              | Svenska teatern, Stockholm       |
| 1921 |                                             | Äkta makar Peter Egge                                                        | Torsten Hammarén             | Svenska teatern, Stockholm       |
| 1922 | Godsägare Doroghi                           | Äktenskapets skärseld Ladislaus Lekatos                                      |                              | Svenska teatern, Stockholm       |
| 1922 | Måns Nilsson i Aspeboda                     | Gustav Vasa August Strindberg                                                | Gunnar Klintberg             | Svenska teatern, Stockholm       |
| 1923 | Professor Paul Dumoulin                     | Lilla modellen Rudolf Eger                                                   | Gunnar Klintberg             | Svenska teatern, Stockholm       |
| 1923 |                                             | En herre i frack André Picard                                                | Nils Johannisson             | Svenska teatern, Stockholm       |
| 1923 | Överste Beerencreutz                        | Gösta Berlings saga Selma Lagerlöf                                           | Gunnar Klintberg             | Svenska teatern, Stockholm       |
| 1924 |                                             | Pärlhalsbandet Lothar Schmidt                                                | Gunnar Klintberg             | Svenska teatern, Stockholm       |
| 1926 | Louis de Lorche                             | Dollar Hjalmar Bergman                                                       | John W. Brunius              | Oscarsteatern                    |
| 1926 | Champagne                                   | Svenska Sprätthöken Carl Gyllenborg                                          | Rune Carlsten                | Oscarsteatern                    |
| 1926 |                                             | Sanningens pärla Zacharias Topelius                                          | Rune Carlsten                | Oscarsteatern                    |
| 1926 | Agathon Vågdahl                             | Moloch Erik Lindorm                                                          | John W. Brunius              | Oscarsteatern                    |
| 1926 | Skattskrivaren Skomakaren Sankt Bartolomeus | Lycko-Pers resa August Strindberg                                            | Rune Carlsten                | Oscarsteatern                    |
| 1927 | Hortensio                                   | Så tuktas en argbigga William Shakespeare                                    | Gösta Ekman Johannes Poulsen | Oscarsteatern                    |
| 1927 | William                                     | Hennes sista bedrift Frederick Lonsdale                                      | Pauline Brunius              | Oscarsteatern                    |
| 1928 |                                             | Candida George Bernard Shaw                                                  | Gösta Ekman                  | Oscarsteatern                    |
| 1930 | Måns Nilsson i Aspeboda                     | Gustaf Vasa August Strindberg                                                | Gunnar Klintberg             | Oscarsteatern                    |
| 1933 | Detektiven                                  | Nymånen Oscar Hammerstein, Laurence Schwab, Frank Mandel och Sigmund Romberg | Harry Stangenberg            | Oscarsteatern´                   |
| 1934 | Heller                                      | Domino Marcel Achard                                                         | Per Lindberg                 | Blancheteatern                   |
| 1935 | Jösse Eriksson                              | Frihetsfejden Ernst Eklund                                                   | Ernst Eklund                 | Skansens friluftsteater          |
| 1936 | Fursten av Emmeritz                         | Regina von Emmeritz Zacharias Topelius                                       | Ernst Eklund                 | Skansens friluftsteater          |
| 1938 | Sven Ersson i Hult                          | Värmlänningarna Fredrik August Dahlgren och Andreas Randel                   | Ernst Eklund                 | Skansens friluftsteater          |
| 1938 | Jonathan Jeremiah Peachum                   | Tolvskillingsoperan (Die Dreigroschenoper) Bertolt Brecht och Kurt Weill     | Ernst Eklund                 | Oscarsteatern                    |
| 1939 | Jeronimus, Leonoras far                     | Henrik och Pernilla (Henrik og Pernille) Ludvig Holberg                      | Arne Lydén                   | Oscarsteatern                    |
| 1942 | Kommerserådet                               | Sagan Hjalmar Bergman                                                        | Per Lindberg                 | Konserthusteatern                |
| 1944 | Rough                                       | Gasljus Patrick Hamilton                                                     |                              | Oscarsteatern                    |
| 1945 | Le Bret                                     | Cyrano de Bergerac Edmond Rostand                                            | Sandro Malmquist             | Malmö Stadsteater                |
| 1946 |                                             | Tolvskillingsoperan Bertolt Brecht och Kurt Weill                            | Sandro Malmquist             | Malmö stadsteater                |
| 1947 |                                             | Det var en gång Holger Drachmann                                             | Åke Ohberg                   | Skansenteatern                   |
| 1947 | Le Bret                                     | Cyrano de Bergerac Edmond Rostand                                            | Sandro Malmquist             | Oscarsteatern                    |
| 1951 |                                             | Mannen du gav mig Clifford Odets                                             | Ingmar Bergman               | Folkparksturné                   |
| 1953 |                                             | Änglavakt (La Cuisine des anges) Albert Husson                               | Sandro Malmquist             | Riksteatern                      |
| 1958 |                                             | Borgare och adelsman Moliére                                                 | Tore Karte                   | Fredriksdalsteatern              |
| 1959 | Gerdt Bundtmakare                           | Den politiske kannstöparen Ludvig Holberg                                    | Rune Carlsten                | Dramaten/ Folkan                 |
| 1959 |                                             | Den jäktade Ludvig Holberg                                                   | Tore Karte                   | Fredriksdalsteatern              |
| 1960 | Pierre                                      | Primadonna (Adorable Julia) Marc-Gilbert Sauvajon                            | Gösta Folke                  | Lilla Teatern                    |
| 1960 |                                             | Den inbillade sjuke Moliére                                                  | Tore Karte                   | Fredriksdalsteatern              |
| 1961 | Axel Oxenstierna                            | Christina August Strindberg                                                  | John Zacharias               | Norrköping-Linköping stadsteater |
| 1961 | En senator                                  | Othello William Shakespeare                                                  | Birgit Cullberg              | Stockholms stadsteater           |

### Regi (ej komplett)
| År   | Produktion                                    | Upphovsmän     | Teater        |
| ---- | --------------------------------------------- | -------------- | ------------- |
| 1937 | Rika morbror                                  | August Blanche | Komediteatern |
| 1939 | Bland bålde riddersmän When Knights Were Bold | Harriet Jay    | Oscarsteatern |

## Radioteater

### Roller
| År   | Roll                 | Produktion                                           | Regi             |
| ---- | -------------------- | ---------------------------------------------------- | ---------------- |
| 1942 | Kommerserådet        | Sagan Hjalmar Bergman                                | Per Lindberg     |
| 1950 | Doktor Brine, kemist | Det hemliga rummet Nigel Balchin                     | Henrik Dyfverman |
| 1950 | Direktör Hermansson  | Hillmans detektivbyrå: Melodimysteriet Folke Mellvig | Lars Madsén      |
| 1950 | Professor Wahlström  | Anders och valfisken Gunnar Falkås                   | Lars Madsén      |